# Grote icosaëder
Een grote icosaëder is in de meetkunde een van de vier kepler-poinsot-lichamen.
Een grote icosaëder kan net zoals ieder ander kepler-poinsot-lichaam worden gezien als een sterveelvlak en als een gewoon veelvlak.
Een grote icosaëder wordt uitgaande van een kleine sterdodecaëder geconstrueerd. Tussen de 12 hoekpunten van een kleine sterdodecaëder kunnen 20 verschillende gelijkzijdige driehoeken {\displaystyle \triangle } worden gelegd. Deze 20 gelijkzijdige driehoeken vormen de begrenzing van de grote icosaëder. Het lichaam is daarom deltaëder. Het is tevens uniform.
In de vorm van de grote icosaëder is ook die van een kleine sterdodecaëder te herkennen. De zijvlakken van deze kleine sterdodecaëder bestaan uit gelijkbenige driehoeken. Deze gelijkbenige driehoeken wijken in de grote icosaëder naar binnen en worden door drie nieuwe, kleinere driehoeken vervangen. Deze nieuwe driehoeken liggen allen op een van de 20 driehoeken {\displaystyle \triangle }.
De 12 verschillende hoekpunten van een grote icosaëder liggen op een regelmatig twaalfvlak, op een dodecaëder.
De eulerkarakteristiek van een grote icosaëder is 2, zowel gezien als zelfdoorsnijdend veelvlak als gezien als normaal veelvlak. Het duale veelvlak van de grote icosaëder is de grote sterdodecaëder, met dezelfde eulerkarakteristiek.
- (en)  MathWorld. Great Icosahedron